# Kazimierz Bronikowski
Kazimierz Bronikowski (* 1. April 1861 in Ostrów Wielkopolski; † 27. November 1909 in Lemberg) (eigentlich Oppeln-Bronikowski) war ein polnischer Polonist, Germanist, Pädagoge und Übersetzer. 

## Leben
Er war Sohn von Anton Oppeln-Bronikowski (1817–1884), Professor am Königlichen Katholischen Gymnasium in Ostrów Wielkopolski und Albertina geb. Święcicka. 
Nach dem Abitur 1879 studierte er Philosophie, Pädagogik und neuere Sprachen an den Universitäten in Breslau, Leipzig und an der Jagiellonischen Universität Krakau. Nach dem Studienabschluss in Breslau 1885 siedelte er nach Krakau um, 1887 erhielt er das österreichische Staatsbürgerrecht und wurde als Lehrer am 3. Gymnasium in Krakau angestellt. Nach der Lehrerprüfung 1892 wurde er zum Professor an der Höheren Industriehochschule Lemberg ernannt. 
Bronikowski war auch als Übersetzer tätig, er schuf u. a. die polnische Übersetzung von Gotthold Ephraim Lessings theoretischer Schrift „Laokoon“. Er schrieb mehrere Handbücher der Stilistik. 

## Bibliografie
- Polski Słownik Biograficzny, Bd. II, Krakau 1936.

| Personendaten    | Personendaten                                           |
| ---------------- | ------------------------------------------------------- |
| NAME             | Bronikowski, Kazimierz                                  |
| ALTERNATIVNAMEN  | Oppeln-Bronikowski, Kazimierz (wirklicher Name)         |
| KURZBESCHREIBUNG | polnischer Polonist, Germanist, Pädagoge und Übersetzer |
| GEBURTSDATUM     | 1. April 1861                                           |
| GEBURTSORT       | Ostrów Wielkopolski                                     |
| STERBEDATUM      | 27. November 1909                                       |
| STERBEORT        | Lemberg                                                 |